# Instituto Tecnológico de Roque
El Instituto Tecnológico de Roque es una institución de educación superior localizado en la localidad de Roque, en Celaya. Es dependiente, al igual que varios institutos tecnológicos, orgánica y funcionalmente del Gobierno Federal. Su función es la transmisión del conocimiento científico y agrícola, cubriendo las necesidades de educación superior de los
alrededores. 

El Instituto Tecnológico de Roque depende directamente de la Dirección General de Educación Superior Tecnológica y de la Subsecretaría de Educación Superior, ambas pertenecientes a la Secretaría de Educación Pública.
En sus aulas se ofrecen 5 ingenierías y 4 posgrados, lo que la convierte en una de la instituciones de educación más reconocidas del estado de Guanajuato.

## Historia[2]
Nace en 1933 como Central Agrícola de Guanajuato, tras el final de la Revolución Mexicana, oficialmente el 15 de mayo de 1926 por decreto del presidente Plutarco Elías Calles y por iniciativa del Secretario de Agricultura y Fomento de aquella época, Luis G de León. La escuela se inaugura en las mismas construcciones de la Ex hacienda del Señor Peón del Valle.
Fue abierta para darles a los hijos de los hombres de campo escuelas para cumplir con el Programa Educativo de la Revolución Mexicana, de llevar el alfabeto y la técnica al hombre del campo, para hacerlo producir, aplicando los conocimientos que da la escuela.
En 1934 la escuela reduce su plantilla a un área y autoriza el ingreso de mujeres a su internado, pero esta oportunidad finalizó en 1940. En 1959 adquiere carácter de Normal Rural, el cual dura hasta 1969. Fue renombrada como Escuela Normal "Lic. Gabriel Ramos Millán", temporada reconocida por tener dos sistemas Normales coexistiendo simultáneamente: la Normal Rural y la Normal de Especialidades. Para 1970, se le conoce como Escuela Nacional de Maestros para la Capacitación del Trabajo Agropecuario, creada por el pronto crecimiento de las Secundarias tecnológicas agropecuarias y la necesidad de tener maestros para la enseñanza de las materias tecnológicas, no obstante, no pudo crecer y la DGETA, por otra parte, se separó de este nivel educativo medio, para atender los niveles medio superior, superior y postgrado.
Se renombró nuevamente como Instituto Superior de Educación Tecnológica Agropecuaria el 28 de julio de 1978. Duró 16 años operando, aunque sólo pudo egresar tres generaciones en Licenciados en Pedagogía. También sería la última temporada de la escuela como internado, ya que por disposición de la Secretaría de Educación Pública de México y debido a conflictos internos con el mantenimiento de los dormitorios, se finaliza este nivel, incluso llegándose a conocer como «Cierre de la escuela de Roque», que culminó en 1986. Siguió operando hasta 1993.
En 1994, se renombra nuevamente como Instituto Tecnológico Agropecuario, nombre que dura hasta 2005, año en que desde entonces lleva su nombre.
El 23 de julio de 2014 se publica en el DOF el decreto que crea el Tecnológico Nacional de México, el cual concentra a todas los Institutos Tecnológicos Federales y Descentralizados en un "órgano administrativo desconcentrado de la Secretaría de Educación Pública, con autonomía técnica, académica y de gestión."

## Oferta educativa[3]

### Profesional
- Ingeniería Hidrológica
- Ingeniería en Agronomía
- Ingeniería en Gestión Empresarial
- Ingeniería en Industrias Alimentarias
- Ingeniería en Innovación Agrícola Sustentable
- Ingeniería en Tecnologías de la Información y Comunicaciones

### Posgrados
- Maestría en Ciencias en Producción y Tecnología de Semillas
- Doctorado en Ciencias en Producción Agroalimentaria
- Maestría en Ciencias en Biotecnología Agroalimentaria